# آذرتاج
آذرتاج‌ها (نام علمی: Sephanoides) یک سرده از تیرۀ مگس‌مرغان هستند و دو گونه وجود دارد. 
| نگاره | نام علمی                 | نام رایج            | پراکندگی                     |
| ----- | ------------------------ | ------------------- | ---------------------------- |
|       | Sephanoides sephaniodes  | آذرتاج پشت‌سبز       | آرژانتین و شیلی              |
|       | Sephanoides fernandensis | آذرتاج خوان فرناندز | جزیره روبینسون کروزوئه، شیلی |

آذرتاج پشت‌سبز به طور گسترده در آرژانتین و شیلی دیده می‌شود، اما آذرتاج خوان فرناندز تنها در جزیره روبینسون کروزوئه، یکی از مجمع الجزایر سه‌گانه متعلق به شیلی یافت می‌شود.
هر دو گونه با پای خود از گلبرگ یا برگ گل آویزان می‌شوند. آنها از شهد گل‌ها و حشرات تغذیه می‌کنند.